# Генріх фон Ауершперґ
Генріх Йозеф фон Ауершперґ (нім. Heinrich Josef von Auersperg; 24 червня 1697, Відень, Священна Римська імперія — пом. 9 лютого 1783, Відень, Австро-Угорщина) — австрійський політичний діяч, Губернатор Галичини (1774-1780). Перший президент Королівського трибуналу з червня 1774 по червень 1780 року.

## Життєпис
Походив з роду імперських князів Ауершперґів. Був шостою дитиною імператорського генерала Франца Карла фон Ауершперґа, 3-го князя Ауершперґа й герцога Мюнстербургу, та графині Марії-Терези фон Раппах. 1704 року після смерті брата Леопольда став спадкоємцем батьківських титулів та володінь. У 1713 році після смерті Франца Карла, став 4-м князем Ауершперґ та герцогом Мюнстербургом.
1719 року одружився з Марією-Домінікою фон Ліхтенштейн (донька Йогана Адама Андреаса, князя Ліхтенштейна). У шлюбі народилося 2 сини і дочка. У 1726 році після смерті дружини одружився з Марією Францискою Антонією фон Траутсон цу Фалькенштейн. У шлюбі народилося 5 синів та 4 дочки.
До 1738 року обіймав посаду гофмаршала при дворі імператора Карла VI. У 1740—1765 роках при дворі імператриці Марії-Терезії був обер-шталмейстером та обер-камергером. В цей час стає близьким другом імператора Франца I Лотаринзького. Водночас був президентом Королівського клубу. Імператор Франц I у 1745 році призначив Ауершперґа генерал-фельдмаршалом. Йосиф II надав йому посаду обер-гофмейстера.
У 1774 році призначений губернатором Королівства Галичини та Володимирії. Обіймав посаду до 1780 року.